# Dixella neozelandica
Dixella neozelandica är en tvåvingeart som först beskrevs av Tonnoir 1924.  Dixella neozelandica ingår i släktet Dixella och familjen u-myggor. Inga underarter finns listade i Catalogue of Life.